# ریچارد گریک
ریچارد گریک (انگلیسی: Richard Garrick؛ ۲۷ دسامبر ۱۸۷۸ – ۲۱ اوت ۱۹۶۲) کارگردان و هنرپیشه اهل ایالات متحده آمریکا بود. از فیلم‌هایی که وی در آن نقش داشته است می‌توان به اتوبوسی به نام هوس، زنده‌باد زاپاتا!، کوه، کجا می‌روی، شرق بهشت، سه چهره ایو و بومرنگ اشاره نمود.